# Copa de la Reina de Fútbol 2005
La Copa de la Reina de Fútbol 2005 se desarrolló entre el 15 de mayo y el 12 de junio de 2005.
El Levante UD se proclamó campeón por quinta vez en su historia.

## Sistema de competición
Esta temporada el número de participantes se amplió de cuatro a los ocho primeros clasificados de la Superliga 2004/05.
La competición se desarrolló por sistema de eliminación directa, con partidos a doble vuelta, excepto la final, jugada a partido único en terreno neutral.

## Cuadro de resultados
|  | Cuartos de final | Cuartos de final | Cuartos de final |   |                | Semifinales             | Semifinales             | Semifinales             |  |            | Final       | Final       |  |
|  | 15 - 22 de mayo  | 15 - 22 de mayo  | 15 - 22 de mayo  |   |                | 19 de mayo - 5 de junio | 19 de mayo - 5 de junio | 19 de mayo - 5 de junio |  |            | 12 de junio | 12 de junio |  |
|  |                  |                  |                  |   |                |                         |                         |                         |  |            |             |             |  |
|  |                  |                  |                  |   |                |                         |                         |                         |  |            |             |             |  |
|  | AD Torrejón CF   | 3                | 3                |   |                |                         |                         |                         |  |            |             |             |  |
|  | AD Torrejón CF   | 3                | 3                |   |                |                         |                         |                         |  |            |             |             |  |
|  | CE Sabadell      | 1                | 3                |   |                |                         |                         |                         |  |            |             |             |  |
|  | CE Sabadell      | 1                | 3                |   | AD Torrejón CF | 0                       | 0                       |                         |  |            |             |             |  |
|  |                  |                  |                  |   | AD Torrejón CF | 0                       | 0                       |                         |  |            |             |             |  |
|  |                  |                  | Levante UD       | 2 | 4              |                         |                         |                         |  |            |             |             |  |
|  | Athletic Club    | 0                | Levante UD       | 2 | 4              | 0                       |                         |                         |  |            |             |             |  |
|  | Athletic Club    | 0                |                  |   |                |                         |                         |                         |  |            |             |             |  |
|  | Levante UD       | 2                | 2                |   |                |                         |                         |                         |  |            |             |             |  |
|  | Levante UD       | 2                | 2                |   |                |                         |                         |                         |  | Levante UD | 2           |             |  |
|  |                  |                  |                  |   |                |                         |                         |                         |  | Levante UD | 2           |             |  |
|  |                  |                  | CFF Puebla       | 1 |                |                         |                         |                         |  |            |             |             |  |
|  | CFF Puebla       | 2                | CFF Puebla       | 1 | 1              |                         |                         |                         |  |            |             |             |  |
|  | CFF Puebla       | 2                |                  |   |                |                         |                         |                         |  |            |             |             |  |
|  | Sevilla CF       | 1                | 0                |   |                |                         |                         |                         |  |            |             |             |  |
|  | Sevilla CF       | 1                | 0                |   | CFF Puebla     | 4                       | 1                       |                         |  |            |             |             |  |
|  |                  |                  |                  |   | CFF Puebla     | 4                       | 1                       |                         |  |            |             |             |  |
|  |                  |                  | Rayo Vallecano   | 1 | 0              |                         |                         |                         |  |            |             |             |  |
|  | RCD Espanyol     | 1                | Rayo Vallecano   | 1 | 0              | 2                       |                         |                         |  |            |             |             |  |
|  | RCD Espanyol     | 1                |                  |   |                |                         |                         |                         |  |            |             |             |  |
|  | Rayo Vallecano   | 5                | 0                |   |                |                         |                         |                         |  |            |             |             |  |
|  | Rayo Vallecano   | 5                | 0                |   |                |                         |                         |                         |  |            |             |             |  |
|  |                  |                  |                  |   |                |                         |                         |                         |  |            |             |             |  |

## Final
| 29 de junio de 2008, 12:00 (CET) | Levante UD           | 2:1 (1:0) | CFF Puebla  | Estadio Municipal de Breña Alta, La Palma                        |                                                                  |
|                                  | Sara 15' · Marta 47' | Reporte   | Lourdes 48' | Asistencia: 1.000 espectadores Árbitro(s): Antonio Pérez Riverol | Asistencia: 1.000 espectadores Árbitro(s): Antonio Pérez Riverol |